# Polepy (Boemia centrale)
Polepy è un comune della Repubblica Ceca facente parte del distretto di Kolín, in Boemia Centrale.